# Disynaphia
Disynaphia là một chi thực vật có hoa trong họ Cúc (Asteraceae).

## Loài
Chi Disynaphia gồm các loài: